# 69460 Christibarnard
69460 Christibarnard è un asteroide della fascia principale. Scoperto nel 1996, presenta un'orbita caratterizzata da un semiasse maggiore pari a 2,2865498 UA e da un'eccentricità di 0,1472812, inclinata di 5,92761° rispetto all'eclittica.